# Dicranosepsis dudai
Dicranosepsis dudai är en tvåvingeart som beskrevs av Ozerov 2003. Dicranosepsis dudai ingår i släktet Dicranosepsis och familjen svängflugor. Inga underarter finns listade i Catalogue of Life.